# Helm (vento)
Helm è il nome di un vento proveniente da est che scende lungo le pendici occidentali dei monti Pennini Settentrionali, in Cumbria, Inghilterra settentrionale.

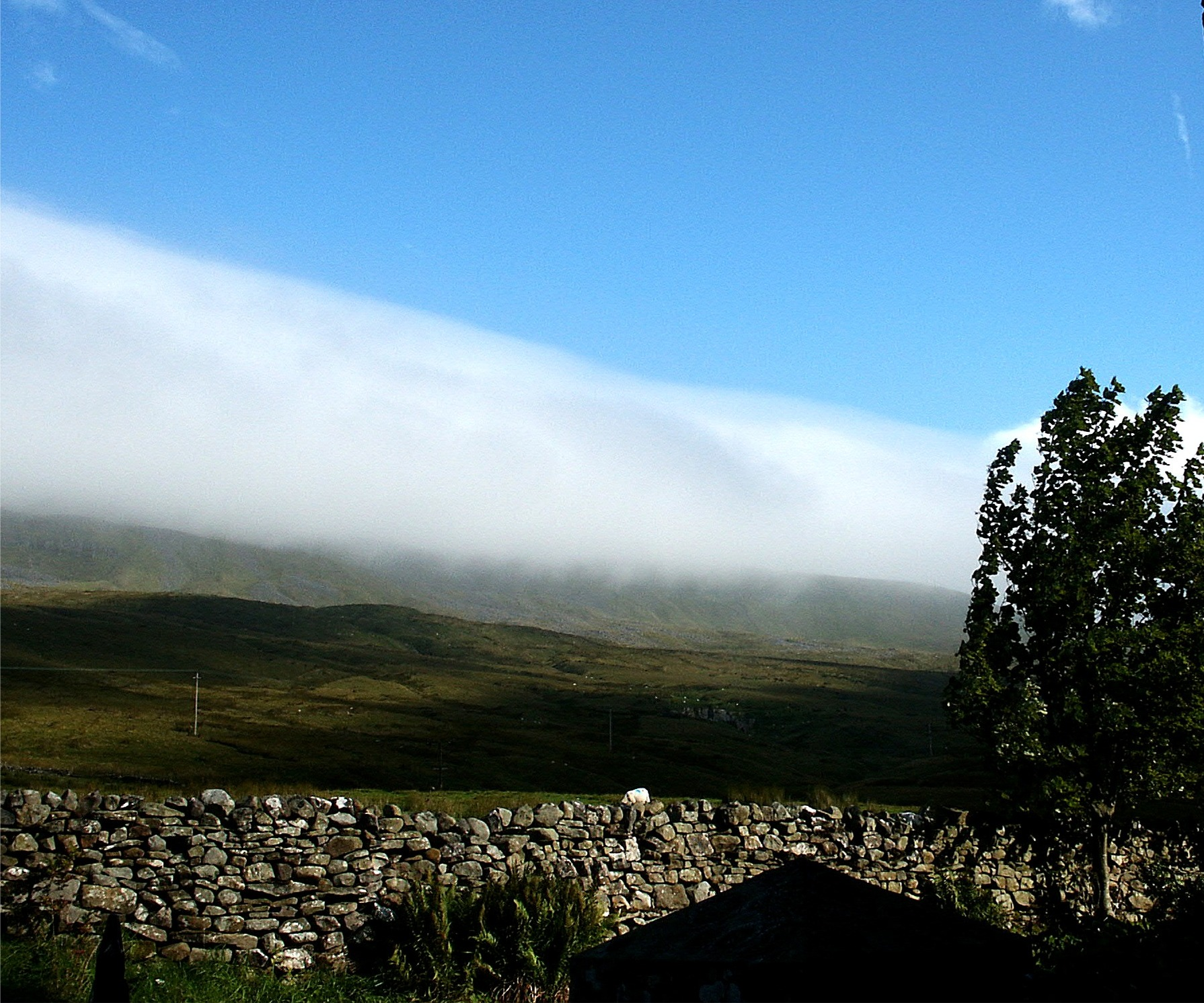
Barra nuvolosa tipica di una formazione nuvolosa che annuncia il vento di Helm

L'Helm è fondamentalmente un vento di favonio, causato da un flusso da est-nordest, che colpisce quasi perpendicolarmente i Monti Pennini, che toccano gli 893 metri al Cross Fell. L'helm può spirare per diversi giorni consecutivi. I villaggi più colpiti dall'helm sono oltre a Milburn, Kirkland, Ousby, Melmerby, Gamblesby e Dufton.
L'helm si attiva in presenza di un flusso stabile e moderato da est o nordest, con il vento che acquista velocità, riscaldandosi, nella brusca discesa dal crinale alla Eden Valley, 600 metri più in basso.
Questo vento può soffiare in ogni momento dell'anno ma è più frequente in autunno e primavera.
L'helm può essere riconosciuto dalla presenza di un banco di nubi che appare lungo il crinale della montagna, generalmente coprendo tutta la parte sommitale. È la cosiddetta "helm cloud". La parola "helm" d'altra parte significa elmetto, indicando appunto il "copricapo" che si mette il Cross Fell.
Spesso si forma un'ulteriore nube del tipo "roll cloud", quasi stazionaria, posta parallelamente alla "helm cloud" 8–10 km a occidente di questa. Si tratta della "helm bar", che si forma sulla verticale del punto in cui il vento al suolo cade di intensità. La "helm bar" dovuta alla risalita di aria calda dal fondovalle e si forma nel punto in cui essa, raffreddandosi, dà luogo a condensazione.
Il vento di Helm è argomento del libro di  Nick Hunt, Dove soffiano i venti selvaggi. Un viaggio all'inseguimento di Helm, Bora, Föhn e Mistral, Neri Pozza Editore, 2018.